# Litera czekoladowa

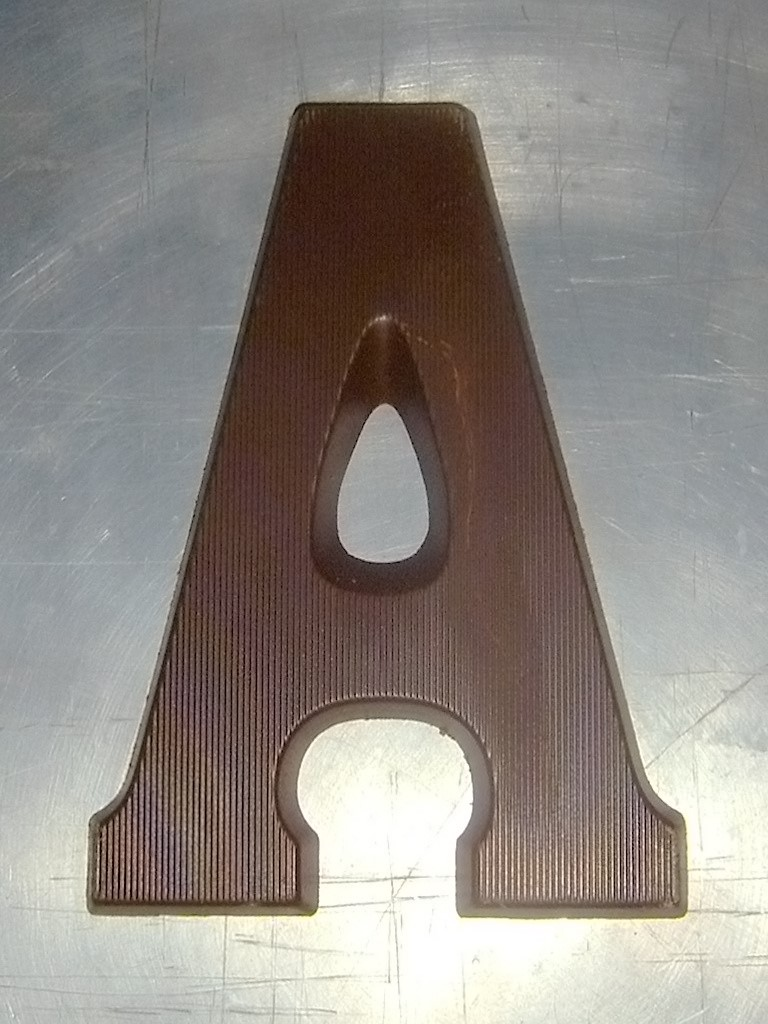
Litera czekoladowa

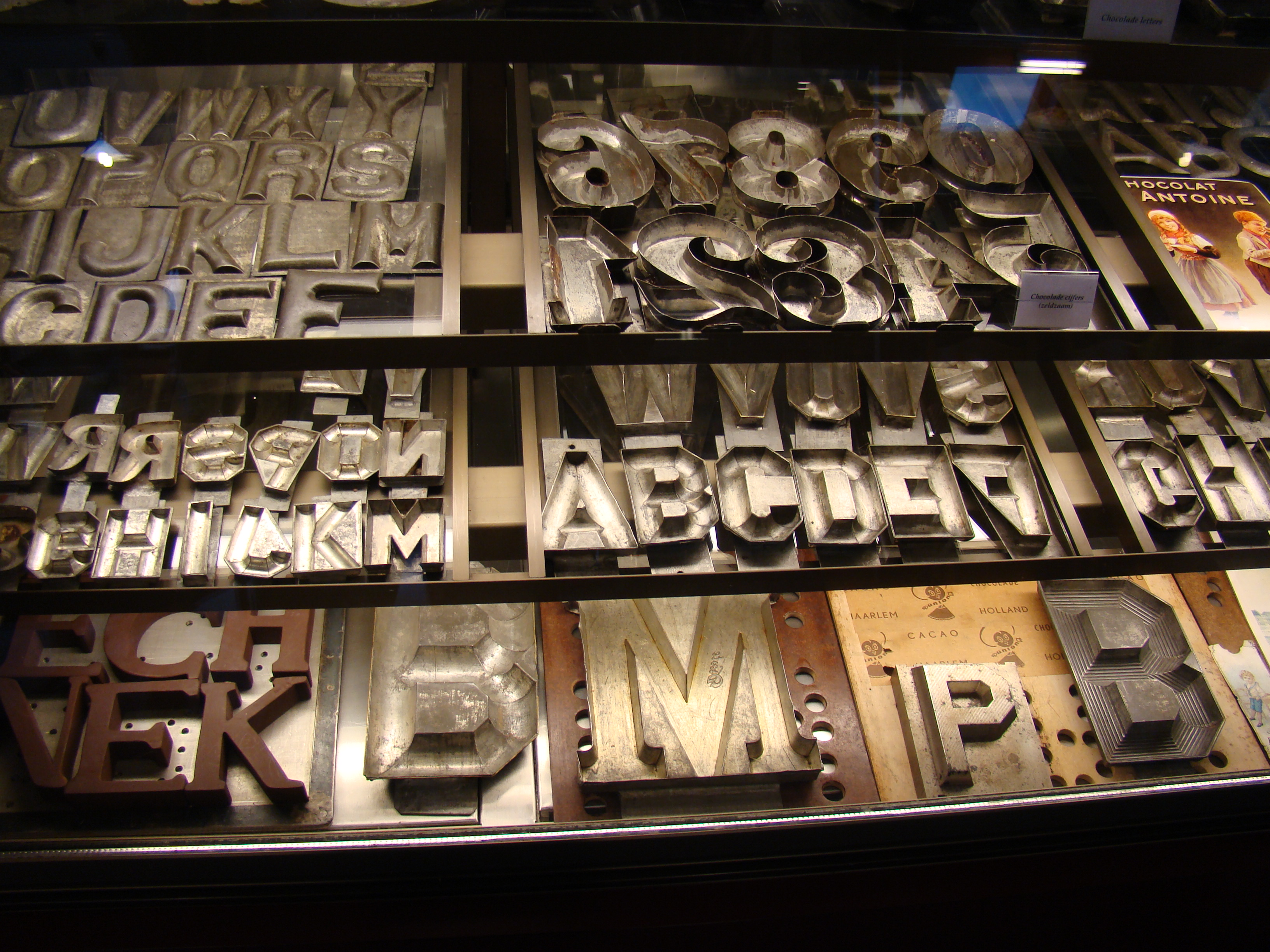
Formy do produkcji czekoladowych liter w muzeum

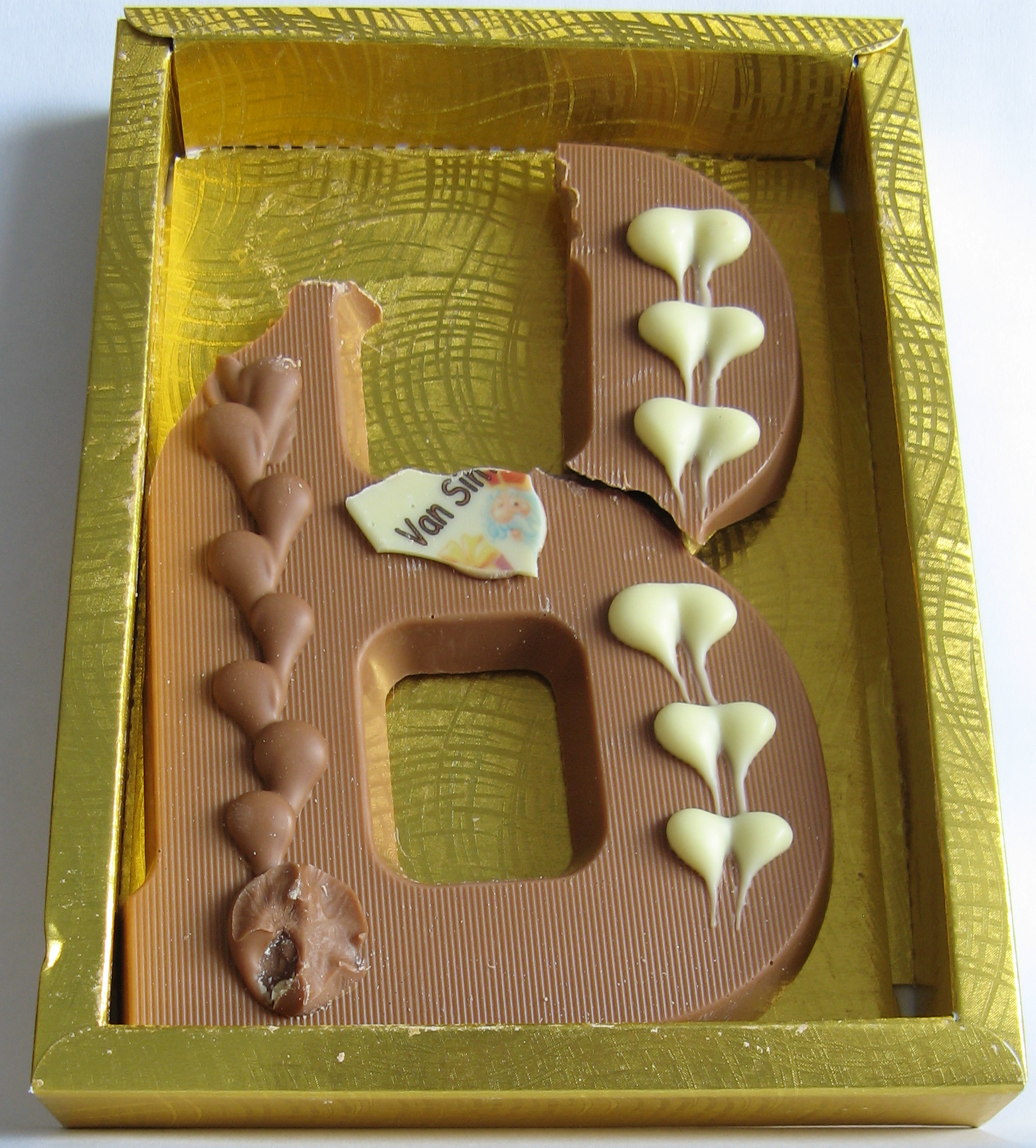
Udekorowana litera z czekolady

Litera czekoladowa – wyrób cukierniczy, litera wykonana z czekolady, tradycyjnie wręczana jako podarunek z okazji święta Sinterklaas w Holandii. W Belgii, gdzie także obchodzone jest święto Sinterklaas, nie ma zwyczaju obdarowywania się czekoladowymi literami. Nie są dostępne w handlu przez cały rok, lecz pojawiają się na sklepowych półkach na około 2–3 tygodnie przed przybyciem Sinterklaasa, niekiedy już pod koniec września.

## Wygląd
Czekoladowe litery są duże, długie i ważą przeciętnie od 65 do 225 gramów. Mogą być wykonane z czekolady gorzkiej, mlecznej lub białej. Spotyka się też litery czekoladowe z orzechami laskowymi lub z nadzieniem pralinowym. Sklepy cukiernicze oferują litery czekoladowe bogato zdobione. Najczęściej litery mają kształt Egipcjanki. Obecnie najczęściej sprzedawaną literą jest M (od mama, matka lub z chciwości, gdyż ta litera wydaje się na oko większa niż pozostałe litery alfabetu). Dużą popularnością cieszą się też litery P (od papa czyli po niderlandzku tato, ojciec lub od Pieta) oraz S (od nazwy święta Sinterklaas). W latach 50. XX wieku największą popularnością cieszyła się litera J w związku z popularnością imion zaczynających się na J (Jan, Jaap, Johannes).

## Produkcja
Fabryczna produkcja smakołyku rozpoczęła się pod koniec XIX wieku. Litery produkowane przez daną firmę różnią się powierzchnią, ale z reguły ważą tyle samo (litera M jest cieńsza niż I). Produkcja polega na wlaniu do metalowej lub plastikowej formy płynnej czekolady. Podczas łamania takich liter zawsze odrywa się kawałek większy od zamierzonego. Szacuje się, że roczna produkcja wynosi 12 do 14 milionów sztuk, z czego 60 do 70% stanowią litery z czekolady mlecznej. Nie każdy producent oferuje cały alfabet czekoladowych liter. Na jednej z powierzchni litery znajdują się delikatne, podłużne wgłębienia, które pełnią nie tylko funkcję dekoracyjną, ale także ułatwiają wyjęcie litery z formy oraz maskują ewentualne plamki powstałe podczas zastygania czekolady i drobne uszkodzenia.

## Historia
Przed pojawieniem się liter czekoladowych były już znane litery z chleba lub ciasta, albo z masy podobnej do marcepanu w cieście. Litery z ciasta można odnaleźć na obrazach z XVI i XVII wieku. Najprawdopodobniej tradycja liter do jedzenia wzięła się z nagradzania uczniów w średniowiecznych szkołach przyklasztornych literami z ciasta, które uprzednio posłużyły jako pomoce szkolne w nauce pisania. Inne wytłumaczenie może stanowić XIX-wieczny obyczaj nakrywania podarunków dla dziecka z okazji święta Sinterklaas (odpowiednik polskiego świętego Mikołaja) białym płótnem, na którym kładziono literę z ciasta będącą inicjałem imienia dziecka. Dzieci otrzymywały litery z ciasta, aby nauczyć się pisać własne imię. Litery z czekolady pojawiły się dopiero w XIX wieku, albowiem wcześniej kakao było bardzo drogim surowcem i nie znano dobrych procesów przetwarzania go. Dopiero syn producenta czekolady – chemik Coenraad van Houten – opracował rozpuszczalny proszek z kakao i rozpoczął produkcję tabliczek czekolady. Od połowy XIX wieku litery czekoladowe zastąpiły dawne litery z ciasta, a już pod koniec tego wieku litery czekoladowe były głównie produkowane fabrycznie i w mniejszym stopniu ręcznie. Z zachowanych materiałów wynika, że już wtedy cieszyły się dużą popularnością.